# 成都美术学院
成都美术学院是位于中华人民共和国四川省成都市新都区的一所招收全日制本科生和研究生的艺术学校 ，该学院隶属于四川音乐学院，成立於2000年。當時位於重庆市的四川美术学院副院长马一平率領部分該院教師來到成都創辦成都美术学院。